# 最终幻想X-2
《最终幻想X-2》是由史克威爾（今史克威尔艾尼克斯）为PlayStation 2開發并发行的角色扮演遊戲，於2003年3月13日在日本發售（北美於2003年11月18日、欧洲於2004年2月20日）。游戏是《最終幻想X》的續作，玩家将继续跟随尤娜在虚构世界史匹拉的战争爆发前寻求解决政治冲突的办法。
《最终幻想X-2》创下了最终幻想系列的几个先例，它是系列中的第一款游戏形式的後传，不限型態則為繼《Final Fantasy V》於1994年的續寫《最终幻想动画》後的第二部续作。游戏中只有三位女性玩家角色，并且在早期就能到达游戏的大多数地方，这在系列历史中尚属首次。游戏特色是改进的角色职业系统，且本作是系列少有的多结局游戏之一。本作也是第一款没有作曲家植松伸夫参与的最终幻想系列游戏。
本作在商业上取得了成功，PS2版本的全球销量超過540萬套。2013年开始，本作与《最终幻想X》綑綁推出高解析度版本，命名为《Final Fantasy X / X-2 HD Remaster》进行发售，先后登陆PlayStation 3、PlayStation Vita、PlayStation 4和Microsoft Windows平台。

## 游戏玩法

### 战斗系统
尽管游戏是《最终幻想X》的续作，但玩法却与前作不同，它对传统元素进行创新。游戏戰鬥系統不同於《X》的CTB（回合戰鬥）、而恢復到傳統的ATB（活動時間戰鬥）。（有關ATB、CTB的介紹請參閱最終幻想系列#戰鬥），但是也和從前的ATB有所不同、魔法、道具等指令選擇以後到執行為止要花費一定時間。使用道具待機時間比較短、使用効果強大的魔法待機時間比較長。 比如使用體力恢復魔法或者恢復藥之類的道具和魔法時，不會馬上發動，必須等待一段時間，在發動前如果遭到敵人攻擊可能變成戰鬥不能狀態。 多個使用角色同時活動的時候，同過去作品相比ATB的即時性有所增強，但是對個體的操作相對困難。

### 导航与任务

实时导航系统示例

游戏与前代的另一个不同是其世界导航系统：在早期玩家可以通过飞艇到达史匹拉的大部分地方。这是对最终幻想系列的背离，因为最有效的运输方式通常在游戏后期才可得到。这两个变化可以让玩家选择较为线性的故事发展，不像《最终幻想X》只能一步一步去探索世界，《X-2》几乎是自由的。游戏包括五个章节，每一章发生的地点不同，只有少数任务是游戏的核心任务，这些任务在世界导航系统中被标示为“最新线索”（日版为“Active Links”，美版为“Hotspots”）。通过访问最新线索，玩家可以快速跳过支线进行主线故事。游戏的完成进度通过百分比显示。游戏特色在其情节选择，玩家会在特定的场景做出选择，所以如果玩家只玩一遍的话，他将不会看到游戏的所有内容。100%的进度可通过两种可选故事中的一种实现，当完美通关后，游戏会解锁一个“强化后开始新游戏”模式。本作的“强化后开始新游戏”是完全过关以后保留一部分的个人数据重新开始新游戏的系统，除了个人级别和一部分道具外大多数道具和能力在二周目将保持通关状态。
实时地图导航系统基本沿袭了《X》，仍是可显示连续位置的三维地图。系统进行了一些升级，向玩家提供跳跃、攀爬环境的摄像头互动。故事情节发展到一定阶段，水鬥球、破解幻光球（使用硬币的博弈游戏）、那基平原的小游戏、比卡内鲁沙漠的挖掘等小游戏会出现。监督鸟山求解释称，游戏过程中提供了大量的迷你游戏，“如果你买了《最终幻想X-2》，你就不再需要任何其他的游戏了。”

### 換裝系统

早期和头目的战斗，使用默认的变装幻光球

《最终幻想X-2》通过变装幻光球重新引入了该系列经典的人物职业系统（参见《最终幻想III》、《最终幻想V》和《最终幻想战略版》）。因为伙伴人数永远不会超过三个，所以在战斗中没有必要切换角色。取而代之的是，玩家可以切换服装，以获取不同的能力。游戏角色在在同一时间只能装备一个变装幻光球，每个幻光球会提供不同的战斗功能和能力。角色可以使用技能点（AP）为每个变装幻光球学习新技能。技能点可通过击败敌人和为幻光球使用物品和能力获得。能力可在主菜单中选择学习。每个人物可以同时选择多达六个变装幻光球，这取决于她们装备的效果配置盘的具体属性。效果配置盘是一个由线连接的几何形状的标牌，这些线连接的插槽可以嵌入变装幻光球，方便角色在战斗中改变服装。大多数效果配置盘拥有配置点，換裝時通過帶有配置点的線可以取得该配置点所附帶的能力。
效果配置盘往往为角色提供了多种增强功能和额外的能力。随着故事情節的发展，可以取得多种多样的效果配置盘与变装幻光球。一般的变装幻光球为三个游戏角色所使用，每个角色都有特殊的只有自己能使用的服装。这些服装会在一次戰鬥之中換過裝備的換裝盤上所有的服裝後激活。当一个角色激活了特殊的变装幻光球后，其他角色会被两个可控的支援单位替换。

## 情节

### 设定
《最终幻想X》的设定是阴沉忧郁的，而在《最终幻想X-2》中，主角则具有类似《霹雳娇娃》的风格。史匹拉的世界自《X》后两年来基本保持不变，前作的大部分地区都会在续作重现（除欧米茄遗迹和巴吉寺院），游戏还添加了一些新地点。唯一显著变化的是基利卡岛（Kilika）的村庄和揭示了被遗忘的废墟的嘉嘉泽图山（Mt. Gagazet）顶峰。此外，贝贝鲁神殿（St. Bevelle）可在游戏任意时段访问，而不是在特定剧情中。然而，即使“辛（Sin）”被打败，魔物的数量也不比以前少。《最终幻想X》吸收了大量古代亚洲和日本文化的设定，而《X-2》则结合了一些现代日本流行的元素。不过驯兽师幻光球是例外，在幻光球中游戏主角可与狗、猴子和鸟战斗，这三只动物在传统故事中是日本的民族英雄桃太郎的朋友，另一个例外是武士幻光球，里面的人物会穿着传统的日本武士盔甲战斗。
由於尤娜一行人的努力，「辛」完全地從史匹拉消滅。從此不用再受到「辛」的威脅的這個時代，人們稱之為「永遠的安寧節」，荒廢的世界開始急速地復興起來，但史匹拉人民的思想却渐渐发生了巨大分歧。耶朋（Yevon）教的教士选择揭露世界的真相，让民众自己决定如何生活在一个没有“辛”和特殊宗教的世界。有着先进技术的阿尔贝德（Al Bhed）族人被人们所接受，大多数族人开始追求休闲活动例如参加音乐会和水鬥球运动等。此時，自稱是耶朋教僧官的特列玛（Trema）提倡大家發掘歷史的真相，有些人成为宝藏猎人并组织了许多团体，这些团体后来被称为“幻光球獵人”。
击败“辛”之后，尤娜在比塞德（Besaid）岛上过着平静的生活，每天安排与史匹拉的公民会面。然而，琉克（Rikku）为尤娜带来了其童年护卫基马利（Kimahri）在嘉嘉泽图山找到的一个幻光球，幻光球显示一位年轻人被锁在一间牢房里，长相与其在《X》中消失的恋人提达非常相似。瓦卡（Wakka）现在与他的童年好友露露（Lulu）结婚，他们尽管怀有顾虑，但琉克说服尤娜她已经完成了她对史匹拉的责任，现在应该去追随自己的内心了。尤娜于是离开比塞德，加入了琉克和其表兄所在的幻光球獵人团体“海鸥团”，追查疑似提达的男子的线索。
随着耶朋教的衰落和史匹拉的快速发展，新的理念和想法开始席卷史匹拉，继而出现了一些政治团体。其中最有影响力的是努吉（Nooj）带领的青年同盟和之前由耶朋教僧官特列玛领导，其失踪后由巴拉萊（Baralai）领导的新耶朋党。青年同盟主要由年轻人组成，认为应完全放弃史匹拉过去的做法，而新耶朋党认为变化应循序渐进，其座右铭是“一次一件事”。无论是青年同盟还是新耶朋党都希望得到大召唤士尤娜的支持。而尤娜选择保持中立，她还与马其那派的挖掘队一起工作，马其那派是阿尔贝德族人为研究更先进的机械科技建立的中立集团，为首的年轻人叫基普尔（Gippal）。随着时间的流逝，青年同盟和新耶朋党的紧张关系眼看就要升级为暴力冲突。

### 角色
《最终幻想X-2》的主要角色是尤娜、琉克和派茵，三人组在游戏中缩写为“尤·琉·派”（YuRiPa，国际版为“YRP”）。尤娜和琉克是《X》中的角色，本作中尤娜的性格发生了较大变化：以前温柔和蔼的尤娜，现在变得活泼好动。此外，继承自《X》的世界将会发生深刻变化，这会在游戏人物的新服装上得以反映。派茵是《X-2》新加入的角色，以适应游戏针对三位女性角色的动作冒险风格。派茵的个性更为愤世嫉俗，与其队友的感情更为疏远，很少透露她的过去。
《最终幻想X》其他几个主要角色也在游戏中出现。游戏中还有几个新角色，如海鸥团的竞争对手露布兰·辛迪加（Leblanc Syndicate）、本作的主要反派修因（Shuyin）。

### 故事

从左至右依次为琉克、尤娜和派茵

在海鸥团与露布兰的的第一次交锋中，尤娜的变装幻光球被偷走，于是尤娜、琉克和派茵前往路加并成功夺回被抢走的变装幻光球，故事自此开始。随着时间的推移，新耶朋党和青年同盟的对立达到顶峰。与此同时，海鸥团发现一个古老的幻光球中包含一个巨大的被秘密埋藏在贝贝鲁的机械武器“机械神兵（Vegnagun）”的形象。武器有足够的力量对史匹拉构成威胁，而且据称一旦机械神兵被激活，它将无法分清敌我。于是海鸥团与露布兰联手调查城市的地下区域并试图摧毁机器，以防其在未来落到派系冲突中的任何一方。然而，当在存放武器房间的地面上发现一个近期挖成的大型隧道时，他们意识到机械神兵已被转移到史匹拉的中心地区——异界（Farplane）。
史匹拉的派别分歧随着巴拉莱、努吉和基普尔的失踪再次扩大，三人分别是新耶朋党、青年同盟和马其那派的领袖。海鸥团再次回到贝贝鲁的地下，发现失踪的三大派领袖在此讨论机械神兵，并得知机器的人工智能可检测对它的敌意并通过激活自身来保护自己。此前努吉到达贝贝鲁并意图摧毁Vegnagun，导致它逃向异界。
后玩家获悉派茵曾与他们三人是朋友，她作为三人的幻光球记录员与他们一起加入了赤木队(Crimson Squad)——专门为陆行鸟骑士团培训队长的精英部队。两年前，在蘑菇岩街道下方一个称为“悲哀巢穴（the Den of Woe）”的洞窟中，赤木队最后的选拔赛正在进行。在洞穴中，队员们被幻光虫（pyreflies）控制，开始自相残杀，最后只有巴拉莱、努吉、基普尔和派茵四人生还。驱使队员互相残杀的情感来自千年前死去的修因的怨灵，在四个幸存者离开洞穴前，修因的怨念在努吉的身体中潜伏了下来，并迫使他向队友开枪。
在控制努吉失败后，修因转而控制巴拉莱。此时，玩家必须击败《最终幻想X》中尤娜的召唤兽，它们的精神在异界中被修因的怨念感染。偶然的机会下尤娜也进入了异界,遇到了被修因的怨念控制的巴拉莱，修因把她误认作一个名为“莲恩（Lenne）”的女孩。修因对史匹拉公民未认清战争所带来的痛苦感到愤怒，并透露他计划用旧的（但仍可运行的）机械神兵摧毁史匹拉，让那里不再有战争。
千年前，修因是著名的高科技都市札纳尔坎德（Zanarkand）的水鬥球运动明星，而他的恋人莲恩是当地著名的歌星和召唤士。在这一时期，札纳尔坎德与更强大的贝贝鲁发生了战争。札纳尔坎德命令所有的召唤士奔赴前线。为了阻止她的恋人去送死，修因潜入贝贝鲁，控制了机械神兵，准备用它来消灭入侵的敌人。与此同时，知道了修因计划的莲恩，在了解到机械神兵的暴走将毁灭整个史匹拉大陆后，跟随他进入了贝贝鲁。当她见到修因时，贝贝鲁的守卫们发现了她们，于是莲恩在修因的眼前被枪杀，修因则被关入监狱。有一天辛来了，修因在怨恨中死去,可他的无穷的怨恨和悲伤却和幻光虫结合在一起,千年来在密洞中积蓄着力量。
了解了修因的故事后，尤娜设法返回地面。为了平息各地新耶朋党和青年同盟之间的争斗，尤娜决定举行一次盛大的演唱会。另外，因为尤娜得到的歌姫变装幻光球中存有莲恩的记忆，导致幻光球把这对恋人的悲剧投影到每一位观众眼中，人们开始反思最近发生的一切。这也是修因把尤娜误认为莲恩的原因。
虽然派系斗争已经停止，但修因也即将执行他的计划。海鸥团再次与露布兰合作前往异界，发现努吉和基普尔已经在与机械神兵战斗。于是他们合作使可攻击史匹拉大陆的火炮失效。最后面对修因时，莲恩的意识从歌姫变装幻光球中出现，说服他放弃计划，修因的怨念最终在莲恩的爱意中消除。
最后，祈祷者出现并感谢尤娜。当他问她是否想要见“他”时，如果玩家回答“是”并且完成剧情足够的百分比时，祈祷者会将提达的幻光虫集中到比塞德进行重组。当尤娜回到家乡后，她将与提达重聚。另外完成率达到100％之后还能看到尤娜和提达在夕阳照射的札纳尔坎德约会的场景。

## 开发
由于《最终幻想X》取得了巨大的成功，粉丝对FF10国际版中“永远的那基节”视频的巨大反响，开发商决定于2001年末制作《最终幻想X-2》。本作在史克威尔与艾尼克斯合并前于日本发售。游戏的最终名称《X-2》最初开发团队并不喜欢，但它最终被接纳，因为游戏故事是直接延续的《X》，因此不能用下一个版本数字来命名。前作的编剧野岛一成也对为游戏创作续集持怀疑态度，他对完美的结局感到厌恶，觉得故事是错误的。开发团队的规模是前作的三分之一，因为团队对游戏资料已经熟悉了，这让他们有手工制作游戏的感觉。在游戏设计中，一些在《X》中的人物模型被重新使用。角色设计师野村哲也解释道，这使游戏得以用一年的时间——最终幻想系列正常开发时间的一半——开发完。玛雅和Softimage3D是用来创建图形的两个主要方案。Maya和Softimage 3D是创建图形使用的两个主要软件。
制作人北濑佳范和总监鸟山求指出，考虑到设计时将拥抱变化作为游戏的主题，游戏比前作的氛围将更加积极乐观。为刻画史匹拉的急剧变化，开发商重新设计了城镇，包括车辆。游戏增加了低空飞行车辆，让玩家可以更快地进入到另一区域。由于强调更乐观的设定，游戏启用变装幻光球（灵感来源于魔法少女的动画和漫画），用日本流行音乐来烘托游戏片头，在一般的流行文化中增加额外的特色，如霹雳娇娃的风格。虽然开场曲和动作捕捉的工作开始于开发初期，但实际上它是在游戏最后完成的。

### 音乐
游戏音樂由松枝賀子和江口貴勅製作。和《最終幻想X》不同，植松伸夫雖然沒有參加，但是使用PS2內置的PCM音源的音響技術卻得到音響愛好者一致的好評。游戏中有两首歌曲，一首是日本流行风格的《Real Emotion》，另一首是慢歌《千言萬語》。歌曲的日文版由歌手倖田來未演唱，倖田来未也为《Real Emotion》的全动态影像中提供动作捕捉，并且在日版提供蓮恩（Lenne）的配音。倖田后推出其歌曲的英文版《COME WITH ME》。游戏英文版的歌曲由Jade Villalon和糖果盒子演唱。糖果盒子随后发布了其日本专辑Adagio的扩展版本。虽然歌曲类似，但是倖田来未版的歌词并不同于Jade Villalon版的。

## 版本和商品
《最终幻想X-2》制作了扩展的国际版，命名为《最终幻想X-2 国际版+最终的任务》，加入了两种新的变装幻光球。追加的《最终的任务》发生在“寄生树之塔”，塔中有众多的魔物与人物角色，包括《X》中的提达、奥隆、希摩尔和一些配角。虽然国际版的主要故事（无“最终的任务”）使用英文配音，但此版本从未在日本以外公布。由于这一变化，部分日文字幕被修改以适应旁白。2005年，含有《最终幻想X》和《最终幻想X-2》的“最终幻想X/X-2最终合集”在日本发售。
史克威尔艾尼克斯发布了有关游戏的人物动作、书籍和音乐等。出版的书籍有三本Ultimania指南，一系列画集和攻略本。它们是基于《最终幻想X-2》的原创作品，提供游戏攻略，细化游戏的故事情节，并采访了多个游戏设计者。有三本书在其系列中：最终幻想X-2 Ultimania、最终幻想X-2 UltimaniaΩ和最终幻想X-2国际版+最终的任务Ultimania。《最终幻想X》也有类似的三本书。
游戏的周边公司Hori以尤娜使用的小蜜蜂枪为蓝本生产了PlayStation 2的控制器。这些控制器只在日本发布。他们重新发布了一个新的与“《最终幻想X-2》国际版+最终的任务”一致的银盒版。
2011年9月13日，史克威尔艾尼克斯宣布为庆祝游戏发售十周年，《最终幻想X》将会在PlayStation 3和PlayStation Vita平台发布高清重制版，不过谣言称这也包括它的续集《最终幻想X-2》。2012年1月，游戏已开始重制。制片人北濑佳范将再次参与制作游戏，重点关注游戏品质，其续集是否会重制未得到确认。2013年2月18日，《最终幻想X》PlayStation Vita高清版的第一个镜头释出，将提达、尤娜、巴哈姆特和Yojimbo的HD模型展现给大众。3月19日，开发商证实PS3版游戏也将包括其续集《X-2》，它也会基于国际版进行高清重制，《X-2》的“最终的任务”也会包含在HD版中。PS3版以“最终幻想X/X-2 高清重制版”为名发售。两部游戏以最终幻想X国际版HD版和最终幻想X-2 HD重制版为名在PlayStation Vita平台发售。开发商使用优惠券来在日本和日本以外地区免费下载《最终幻想X-2》+最终的任务。2013年3月，高清重制版官网上线。2014年11月11日，在PlayStation中国的上海新闻发布会上，史克威尔艾尼克斯证实“最终幻想X/X-2 高清重制版”将于2015年春登录PlayStation 4平台。

## 评价
2003年，《最终幻想X-2》在日本销量达194万，是当年日本销量最高的游戏。在日本发行的九个月来，游戏在北美销量超过100万（在本地区发行仅两个月），全球销量接近400万。游戏在日本的销量增加到211万份，美国185万份，英国则超过10万份。2004年，本作的国际版在日本销量为28万8千份。PS2初始版本的全球累計销量超過540萬套。
本作被日本电子游戏杂志《Fami通》的读者评选为有史以来最佳游戏的第32名，同时给出32/40的评分。为表彰游戏人物琉克，游戏的英文版在2004年获得了第七届互动艺术与科学学会颁发的“杰出人物表现奖”。
多媒体网站IGN认为游戏基调的转变是“让我们产生兴趣的一部分”，并把故事情节标示为“一个深刻的政治剧”“总能设法避免把一些东西看得过于严肃”。他们还评论说游戏“聪明地对待自己的历史”“对前作回归的人物的处理也一样聪明”。RPGamer给予游戏更积极的评价，一位员工总结《X-2》为“一个轻松有趣的游戏”“可能是该系列几年来做的最令人愉快的游戏”，而另一位员工则认为它创新了战斗系统并且“令导航非常简单”。
游戏对最终幻想系列风格的改变引发了负面评论，有人认为它改变了系列的精神。评论中提到了游戏的地位，它是最终幻想系列的第一部后传，并从《X》的悲剧气氛中脱离出来，用一种轻松愉快的口吻来讲述《X-2》。一位评论员说，“《最终幻想X》的开场伴随着城市的破坏，而《最终幻想X-2》的开场伴随着一场流行音乐会。”游戏网站Gamespot评论说“一些任务从头到尾看起来特别傻”。此外，评论认为游戏的非线性风格“使它缺乏《X》或其他典型RPG游戏叙述单一故事的能力，而故事情节则感觉有点模糊和不连贯”。Gamespot评论说，“在过去的几年中，平庸的小游戏已经以惊人的速度蔓延到了最终幻想游戏中，在这一方面，《X-2》无疑是该系列中的顶峰。”尽管有这些负面评价，评论仍称赞游戏的战斗系统是“受欢迎的”，而关于它的旁白和本地化则被评为“优秀”。
对游戏另一个方面的批评是对《最终幻想X》图形设计的重用，RPGamer的一位评论员说，“毫无疑问，在图形上《X-2》可以媲美市场上的其他RPG游戏，但我们看不到游戏与《X》相比有任何显著的改进。”GameSpot评论说“《X-2》看起来并不比两年前的《X》好多少”。电子游戏月刊把在最终幻想特色的地方重用源代码视为游戏的“绊脚石”。
游戏的配乐褒贬不一，因为《X-2》是系列中第一款不由植松伸夫参与的游戏，其音乐风格变成了日本独特的流行氛围。IGN评论说音乐提供了“一个适当的拟合背景”，1UP.com认为“这当然符合新口味”。其他媒体诸如电子游戏月刊认为音乐“太活泼了”。RPGamer的一名员工指出，“没有植松的参与造成音乐非常喧闹”“伴随着荒谬的冒险配乐完美地掩盖了游戏的肤浅”。此外一些评论者认为，主角的服装过于暴露，指责其故意吸引最终幻想大量的男性玩家。
尽管受到一些负面评价，但《最终幻想X-2》的总体评价是正面的，IGN概括其为“史匹拉辉煌且引人注目的成功，我们都乐于去体验”。Gamespot的评论道“每一个元素都与其前作一样凄美、可爱、引人入胜”，它的实力“最终使游戏的一些小瑕疵得到原谅”。游戏在GameRankings评分为86.25%，在Metacritic评分为85/100，略逊于其前作。